# Odd Lundberg
Odd Lundberg (Brandbu, 3 oktober 1917 - Oslo, 7 maart 1983) was een Noors langebaanschaatser.
Odd Lundberg heeft een korte maar succesvolle schaatscarrière gekend. In 1946 won hij al op 28-jarige leeftijd het onofficiële WK Allround in Oslo. In 1948 won hij zijn eerste officiële WK Allround in Helsinki. In de maand die voorafging aan dit toernooi won hij ook medailles (brons op de 1500 en zilver op de 5000 meter) bij zijn enige deelname aan de Winterspelen in Sankt Moritz en een bronzen medaille op het EK Allround in Hamar. Op het WK van 1949 en 1950 voegde hij respectievelijk een bronzen en zilveren medaille toe aan zijn medailleoogst.

## Resultaten
| Jaar | EK Allround | WK Allround | Olympische Spelen          |
| ---- | ----------- | ----------- | -------------------------- |
| 1946 |             | *           |                            |
| 1947 |             | NC16        |                            |
| 1948 | Brons       | Goud        | 1500m · 5000m · 7e 10.000m |
| 1949 | 7e          | Brons       |                            |
| 1950 |             | Zilver      |                            |

* onofficiële WK Allround

### Medaillespiegel
| Kampioenschap     | Goud · | Zilver · | Brons · |
| ----------------- | ------ | -------- | ------- |
| EK Allround       | 0      | 0        | 1       |
| WK Allround       | 1      | 1        | 1       |
| Olympische Spelen | 0      | 1        | 1       |

## Persoonlijke records
| Afstand      | Tijd    | Datum           | Baan     |
| ------------ | ------- | --------------- | -------- |
| 500 meter    | 43,4    | 5 februari 1949 | Davos    |
| 1000 meter   | 1.32,3  | 2 maart 1940    | Hamar    |
| 1500 meter   | 2.18,2  | 6 februari 1949 | Davos    |
| 3000 meter   | 4.50,0  | 22 maart 1958   | Geilo    |
| 5000 meter   | 8.14,5  | 15 maart 1958   | Fagernes |
| 10.000 meter | 17.10,5 | 16 maart 1958   | Fagernes |